# Acerataspis szechuanensis
Acerataspis szechuanensis är en stekelart som beskrevs av Chao 1962. Acerataspis szechuanensis ingår i släktet Acerataspis och familjen brokparasitsteklar. Inga underarter finns listade i Catalogue of Life.